# 顺德扩权
顺德扩权是指佛山市其中一个市辖区——顺德区行政权力提升的过程，始于2009年8月，广东省省委、省政府批复隶属于地级市佛山市的顺德区在经济、社会、文化等社会事务方面，也被授予地级市权限，而行政上仍然隶属于佛山市。地级市下属地级市权限的区属于一个特例。
有学者认为顺德自从2003年撤市建区后发展缓慢的一个重要原因是其行政中心地位被削弱，导致城市化步伐停滞不前，经济总量持续下跌。

## 顺德历史沿革
1992年3月26日，中国民政部批准顺德撤县设县级市，4月30日，顺德市人民政府正式成立。
2003年1月8日，順德併入佛山，撤县级市设佛山市顺德区。
2004年1月28日，順德固網電話號碼升位，原有的區碼0765被取消，換成與佛山一樣的0757，並在所有固網電話號碼之前加上"2"字，成為8位的電話號碼。
2009年8月17号，顺德扩权，并推行‘大部制改革’，精简机构。
2011年2月17号，广东省省委、省政府联合下发《关于进一步完善和深化顺德行政体制改革的意见》，确定顺德区为广东省省直管县试点。除党委、纪检、监察、法院、检察院系统和市现有的规划、统计管理模式，社保基金、住房公积金等各项市级统筹基金及东平新城维持现有管理体制外，其他经济、社会、文化等事务由省直接管理，顺德区可行使由地级市行使的有关职权。顺德区是广东省“省直管县”的唯一试点。